# 文訥島
56°33′15″N 8°37′30″E / 56.55417°N 8.62500°E

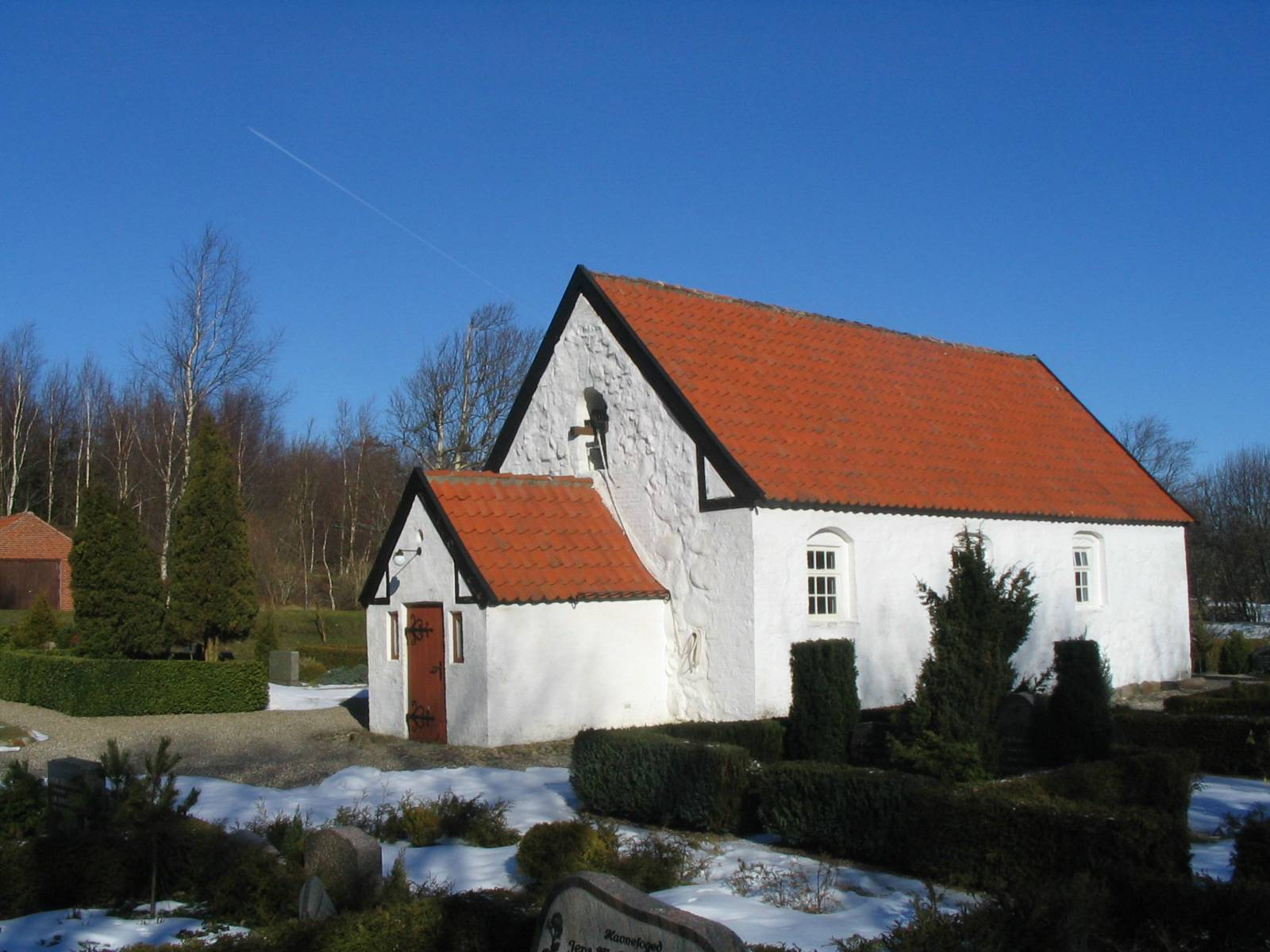

文訥島（丹麥語：Venø），是丹麥的島嶼，位於日德蘭半島，處於利姆海峽，長7.5公里、寬1.5公里，面積6.5平方公里，最高點海拔高度27米，2015年人口204，人口密度每平方公里30人。